# Electrophorus electricus
L'elettroforo (Electrophorus electricus, altre specie proposte), noto anche come anguilla elettrica e in passato come gimnoto elettrico, è un pesce elettrico d'acqua dolce appartenente alla famiglia Gymnotidae, originario del Sud America. È conosciuto soprattutto per la sua capacità di generare, tramite dei muscoli modificati disposti lungo i suoi fianchi, dei potenti campi elettrici, sviluppando una differenza di potenziale dell'ordine di alcune centinaia di volt, che utilizza sia per la caccia sia per l'autodifesa contro predatori come caimani, coccodrilli dell'Orinoco e giaguari (tuttavia, quando le anguille esauriscono completamente lo shock, possono essere uccise senza problemi da questi tre carnivori). Fino al 2019, è stata classificata come l'unica specie del suo genere. Nonostante il nome, non è un'anguilla, ma un pesce coltello.

## Descrizione

### Anatomia

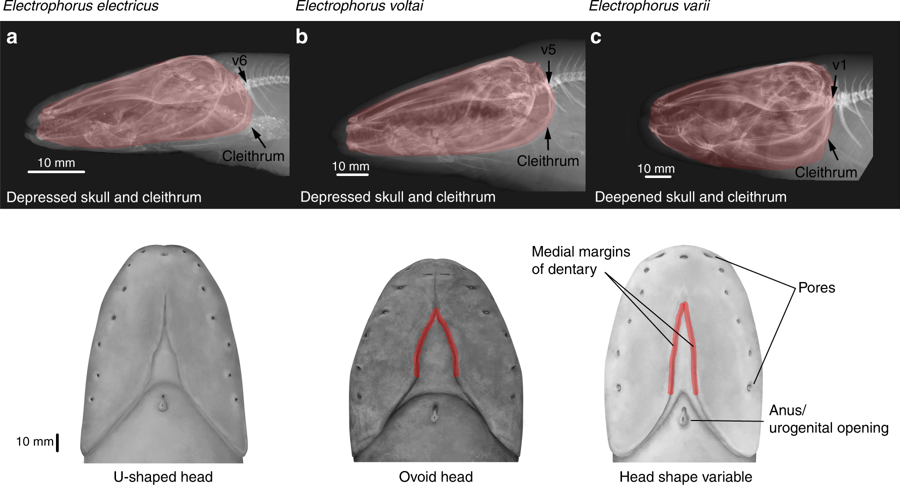
Confronto tra le tre specie di Electrophorus

L'anguilla elettrica ha un corpo allungato e cilindrico, che, tipicamente, può crescere fino a circa 2 metri di lunghezza, per un peso di 20 kg , rendendola la specie più grande tra i Gymnotiformes. La loro colorazione tipica è grigio-marrone scuro sul dorso e giallo-arancione sul ventre. Le femmine mature hanno una livrea più scura sull'addome. Il corpo non è ricoperto di scaglie. La bocca è quadrata e posizionata all'estremità del muso. Non possiede una pinna dorsale, mentre la pinna anale si estende per tutta la lunghezza del corpo fino alla punta della coda. Come in altri pesci ostariofisi, la vescica natatoria ha due camere: la camera anteriore è collegata all'orecchio interno da una serie di piccole ossa derivate dalle vertebre cervicali chiamate apparato di Weber, che migliora notevolmente la sua capacità uditiva. La camera posteriore si estende per tutta la lunghezza del corpo e mantiene la galleggiabilità del pesce. L'anguilla elettrica è un pesce aerobio obbligato, e pertanto possiede un sistema respiratorio vascolarizzato con scambio di gas che avviene attraverso il tessuto epiteliale nella sua cavità buccale. L'animale risale in superficie per respirare ogni dieci/quindici minuti circa, raccogliendo quasi l'80% dell'ossigeno utilizzato dal pesce.
Nonostante il nome, l'anguilla elettrica non è strettamente imparentata con le vere anguille (Anguilliformes) ma è un membro dell'ordine dei pesci coltello neotropicali (Gymnotiformes), che sono più strettamente imparentati con i pesci gatto.

### Fisiologia

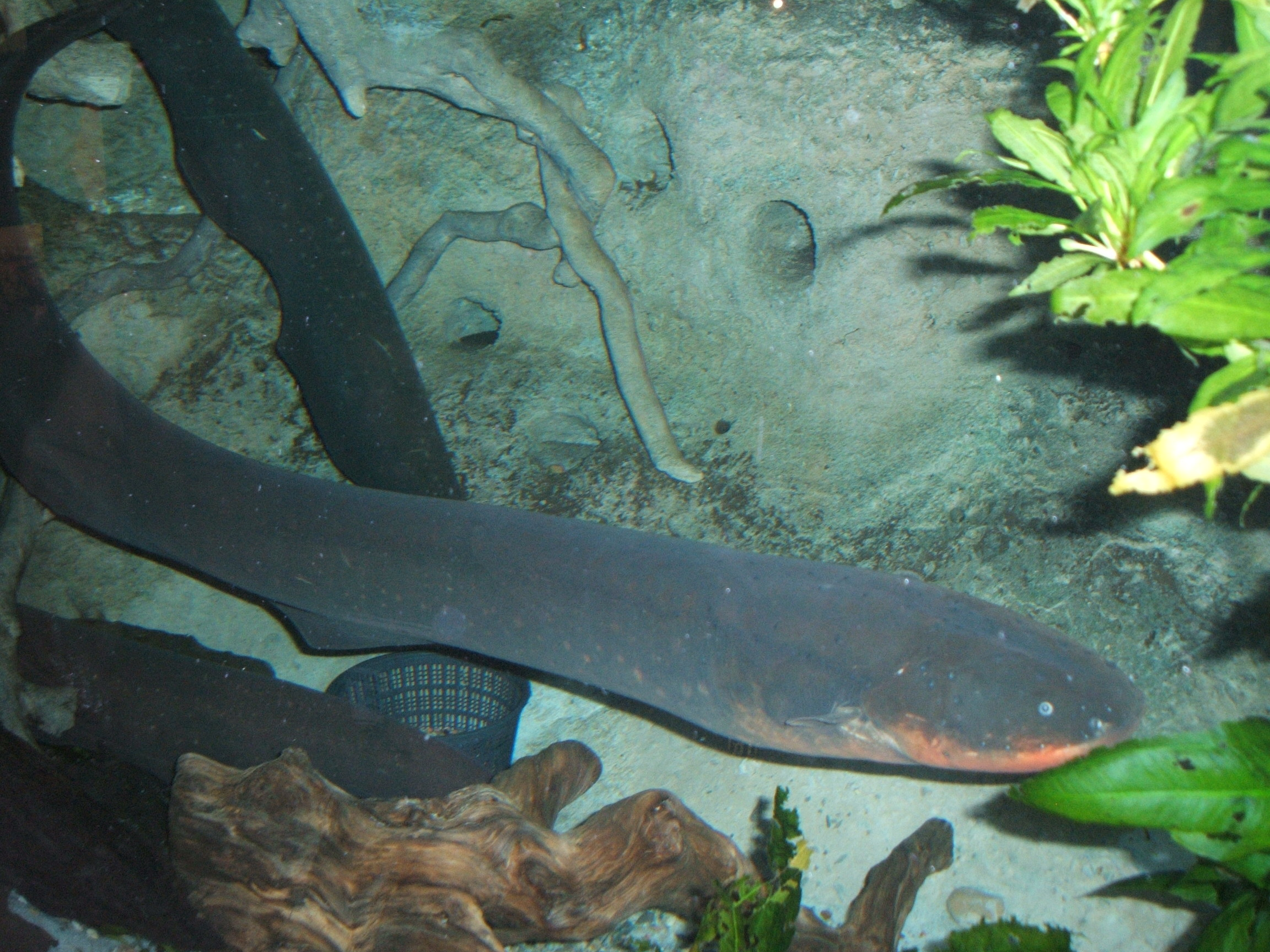
Un'anguilla elettrica al New England Aquarium

L'anguilla elettrica presenta tre coppie di organi addominali che producono elettricità: l'organo principale, l'organo di Hunter, e l'organo di Sach. Questi organi costituiscono quattro quinti del suo corpo e danno all'anguilla elettrica la capacità di generare due tipi di scariche dagli organi elettrici: bassa tensione e alta tensione. Questi organi sono composti da elettrociti, allineati in modo che una corrente di ioni possa fluire attraverso di essi, e impilati in modo che ognuno di essi si aggiunga a una differenza di potenziale. Quando l'anguilla elettrica trova la sua preda, il cervello invia un segnale attraverso il sistema nervoso agli elettrociti. Questo apre i canali ionici, permettendo al sodio di fluire, invertendo momentaneamente la polarità, provocando un'improvvisa differenza di potenziale elettrico, che genera una corrente elettrica in modo simile a una batteria, in cui le piastre impilate producono ciascuna un differente potenziale elettrico. Le anguille elettriche sono anche in grado di controllare il sistema nervoso delle loro prede con le loro capacità elettriche; controllando il sistema nervoso e i muscoli della vittima tramite impulsi elettrici, possono impedire alla preda di scappare o costringerla a muoversi in modo da poter individuare la sua posizione. Nelle anguille elettriche, da 5 000 a 6 000 elettroplacche impilate possono generare una scarica fino a 860 volt, e fino a 1 ampere di corrente, quindi una potenza di 500/600 watt. Una scarica di questo tipo rende l'anguilla elettrica il pesce elettroforo più pericoloso e potente, seguìto dai pesci gatto elettrici (che possono raggiungere i 350 volt), e dalle torpedini (che possono raggiungere i 220 volt). Secondo quanto riferito, questo livello di corrente è sufficiente a produrre una breve e dolorosa scossa paralizzante paragonabile alla scarica di un taser, che a causa della tensione può essere avvertita anche ad una certa distanza dal pesce; questo è un rischio comune per i custodi degli acquari e i biologi che tentano di maneggiare questi animali.

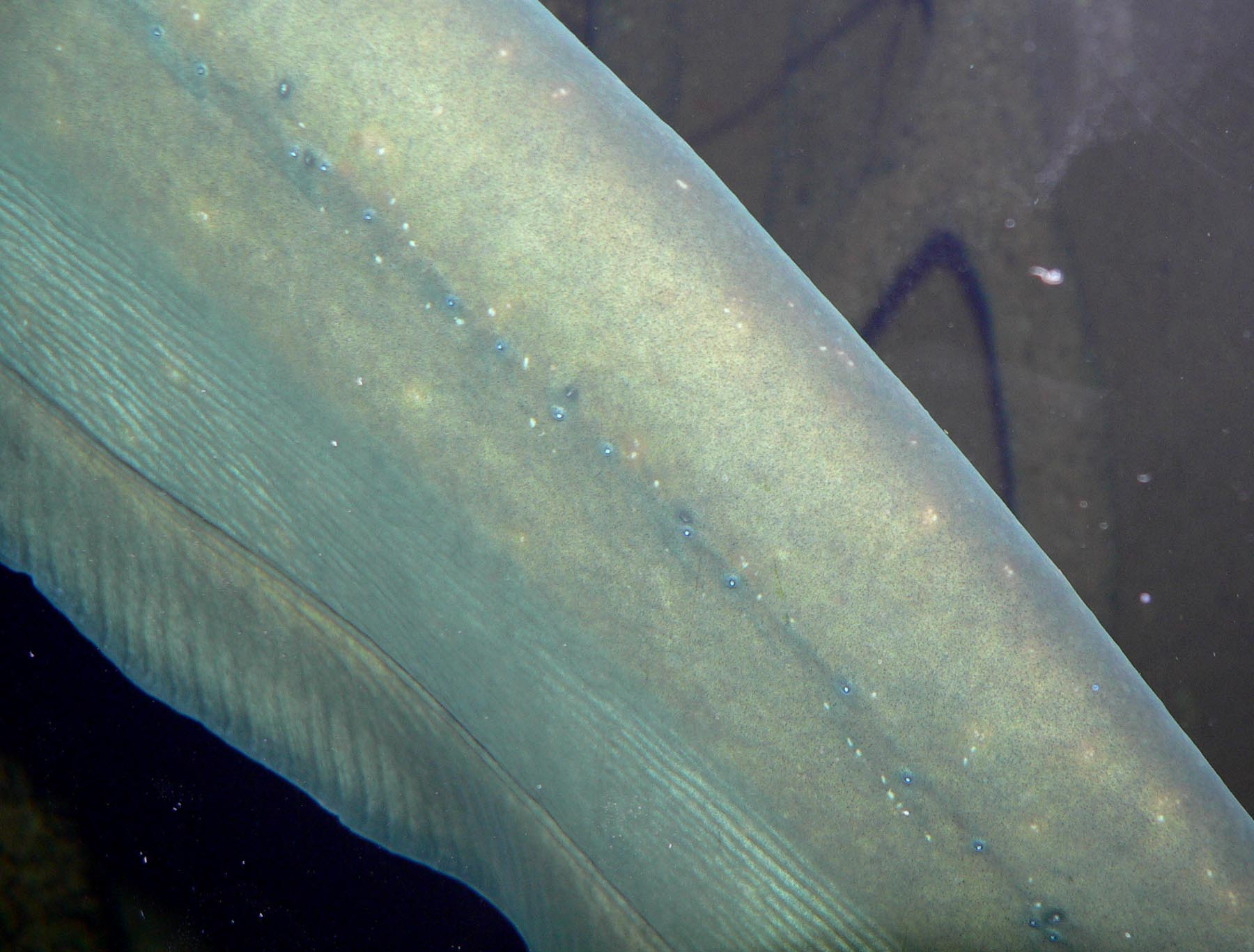
Primo piano della pelle dell'anguilla elettrica, all'acquario di Vancouver

Le anguille elettriche usano l'elettricità in diversi modi. Le basse tensioni vengono utilizzate per rilevare l'ambiente circostante. Le alte tensioni vengono utilizzate per rilevare le prede e, separatamente, stordirle. Delle coppie di impulsi ad alta tensione separati da 2 millisecondi vengono utilizzati per rilevare e localizzare le prede facendole muovere e contrarre contro la loro volontà; l'anguilla elettrica percepisce questo movimento, tracciando così la propria preda e impedendole di scappare. Una stringa di impulsi ad alta tensione (fino a 400 al secondo) viene quindi utilizzata per attaccare e stordire o paralizzare il bersaglio, a quel punto l'anguilla elettrica inghiottirà la preda aspirandola con la bocca. L'organo di Sach è associato all'elettrolocalizzazione. All'interno dell'organo si trovano molte cellule simili a muscoli, chiamate elettrociti. Ogni cellula può produrre solo 0,15 V, sebbene l'organo possa trasmettere un segnale di quasi 10 V in ampiezza complessiva a circa 25 Hz di frequenza. Questi segnali vengono emessi dall'organo principale; l'organo di Hunter può emettere segnali a velocità di diverse centinaia di hertz. Questi campi elettrici giocano un ruolo importante per la localizzazione non solo delle prede, ma anche per l'elettrocomunicazione con altri esemplari della stessa specie, e probabilmente nella ricerca del partner e nell'accoppiamento. L'anguilla elettrica è l'unica Gymnotiforme a possedere grandi organi elettrici in grado di produrre scariche potenzialmente letali che consentono loro di stordire le prede. Sono state riportate anche tensioni maggiori, ma l'uscita tipica è sufficiente per stordire o scoraggiare praticamente qualsiasi animale. I giovani producono tensioni più basse (circa 100 V). Possono variare l'intensità della scarica elettrica, utilizzando scariche inferiori per la caccia e intensità maggiori per stordire le prede o difendersi. Possono anche concentrare la scarica raggomitolandosi su stesse e facendo contatto in due punti lungo il suo corpo. Quando agitati, possono produrre queste scosse elettriche intermittenti per almeno un'ora senza stancarsi. L'anguilla elettrica possiede anche recettori tuberosi sensibili alle alte frequenze, che sono distribuiti a chiazze sul corpo. Questa funzione è apparentemente utile per cacciare altri Gymnotiformes.
Le anguille elettriche sono state utilizzate come modello nello studio della bioelettrogenesi. La specie è di un certo interesse per i ricercatori, che fanno uso della sua acetilcolinesterasi e adenosina trifosfato. Michael Faraday ha ampiamente testato le proprietà elettriche di un'anguilla elettrica, importata dal Suriname. Per un periodo di quattro mesi, Faraday misurò attentamente, e in modo umano, gli impulsi elettrici emessi dall'animale premendo delle pale di rame sagomate e le selle contro il campione. Attraverso questo metodo, Faraday ha determinato e quantificato la direzione e l'ampiezza della corrente elettrica e ha dimostrato che gli impulsi dell'animale erano in realtà elettrici osservando scintille e deflessioni su un galvanometro.

### Bionica
I ricercatori dell'Università di Yale e del National Institute of Standards and Technology sostengono che si potrebbero costruire delle cellule artificiali che non solo replichino il comportamento elettrico delle cellule dell'anguilla elettrica, ma che ne migliorino anche le prestazioni. Le versioni artificiali delle celle di generazione di elettricità dell'anguilla potrebbero essere sviluppate come fonte di alimentazione per impianti medici e altri dispositivi microscopici.

## Distribuzione e habitat
L'anguilla elettrica è diffusa nelle acque interne del nord dell'America meridionale, in particolare nei corsi d'acqua della foresta amazzonica, come gli affluenti del Rio delle Amazzoni e dell'Orinoco. Predilige le acque tranquille, dai fondali melmosi e ricchi di vegetazione, nei quali può nascondersi e tendere agguati alle prede.

## Tassonomia

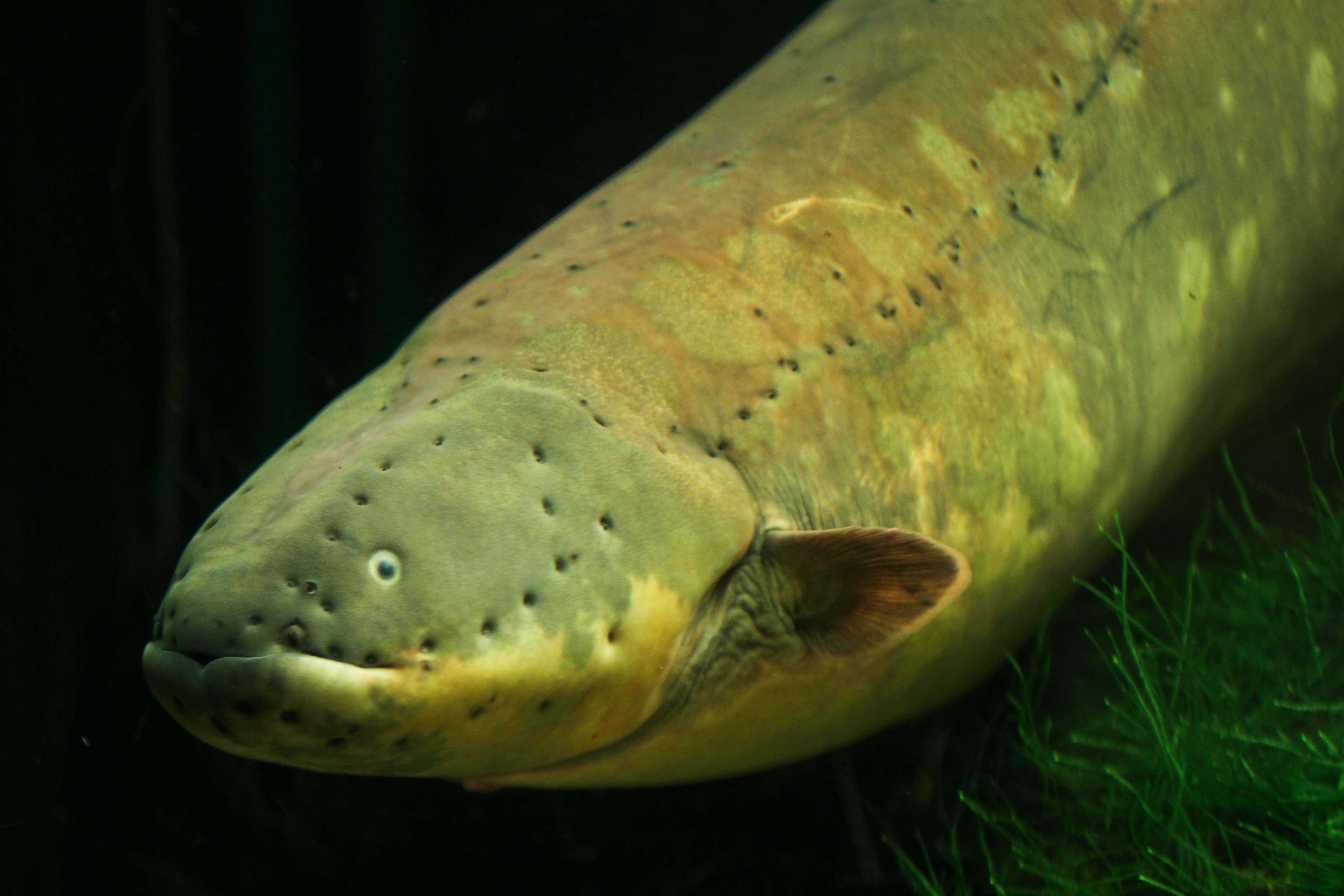
Primo piano della testa

A dispetto del nome comune, questo pesce non ha nulla a che vedere con le anguille (Anguilliformes), essendo bensì un membro dei pesci coltello (Gymnotiformes). La specie è così insolita che è stata riclassificata più volte. Quando venne originariamente descritta da Carl Linnaeus, nel 1766, quest'ultimo coniò il nome Gymnotus electricus, collocandolo nello stesso genere di Gymnotus carapo (pesce coltello fasciato) che aveva descritto diversi anni prima. Fu solo circa un secolo dopo, nel 1864, che l'anguilla elettrica fu trasferita in un proprio genere, Electrophorus, da Theodore Gill.
Successivamente l'anguilla elettrica fu considerata sufficientemente distintiva da avere una propria famiglia, Electrophoridae, ma da allora questa famiglia è stata rifiutata e la specie è stata nuovamente inserita nella famiglia Gymnotidae, insieme a Gymnotus.
Nel settembre 2019, C. David de Santana et al. pubblicò uno studio che suggerisce fortemente la divisione di Electrophorus electricus in tre specie basate sulla divergenza del DNA, ecologia e habitat, anatomia e fisiologia e capacità elettriche. Le tre specie proposte sono E. electricus, E. voltai sp. nov., ed E. varii sp. nov.

## Biologia

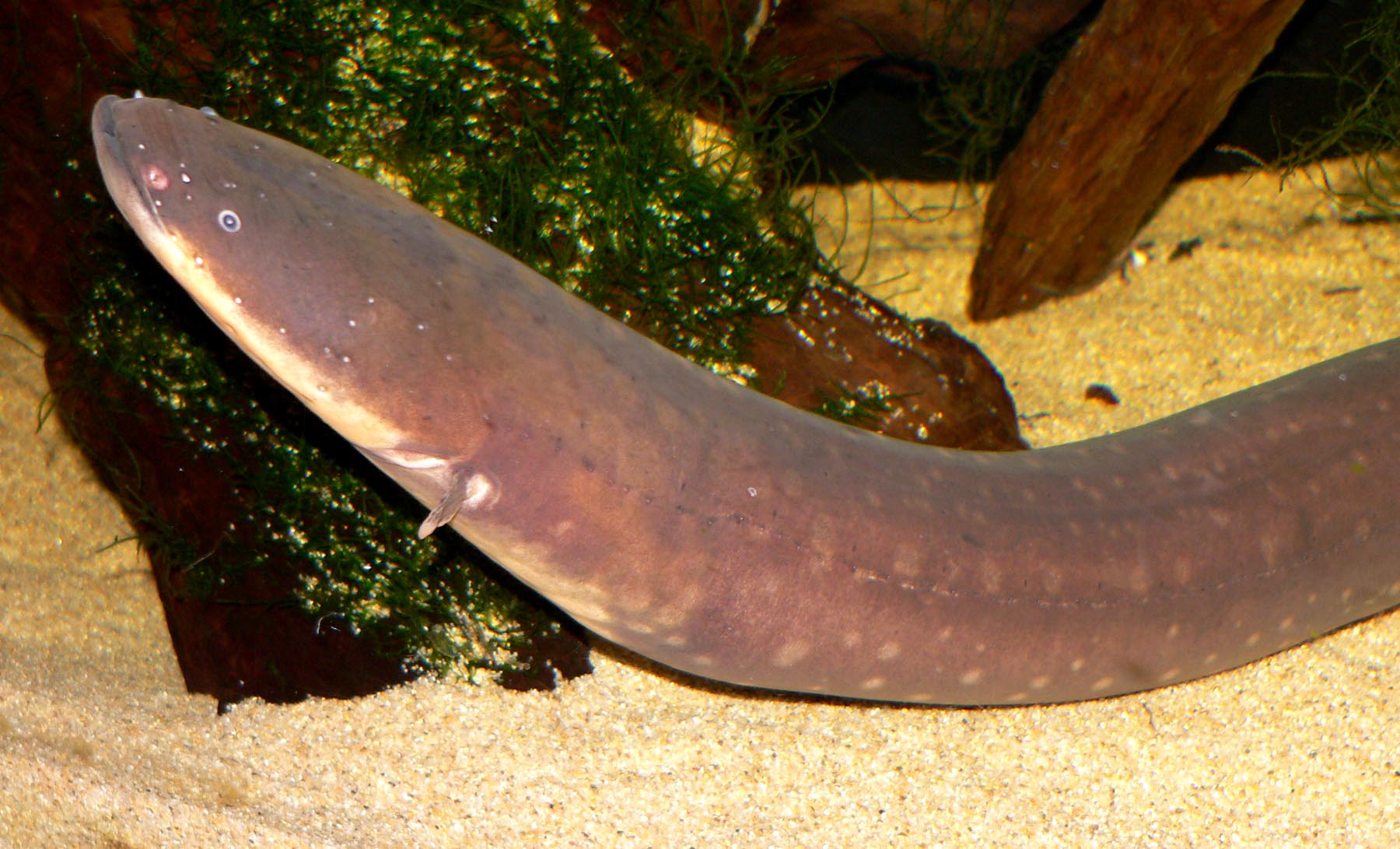
Anguilla elettrica al Steinhart Aquarium, San Francisco

### Dieta
Le anguille elettriche si nutrono principalmente di invertebrati, sebbene le anguille adulte possano predare anche pesci e piccoli mammiferi, delle dimensioni di ratti. Gli avannotti appena nati possono anche nutrirsi delle uova e degli embrioni che non si sono ancora schiusi, anche della stessa covata. I giovani si nutrono principalmente di invertebrati, come gamberi e granchi. È solito catturare le prede cogliendole di sorpresa e stordendole con le potenti scariche elettriche che è in grado di generare.

### Riproduzione
L'anguilla elettrica è nota per il suo insolito comportamento riproduttivo. Durante la stagione secca, i maschi costruiscono un nido con la loro saliva in cui le femmine deporranno le uova. Una singola covata può dare alla luce fino a 3 000 avannotti. I maschi crescono fino a diventare più grandi delle femmine di circa 35 centimetri.

## In cattività

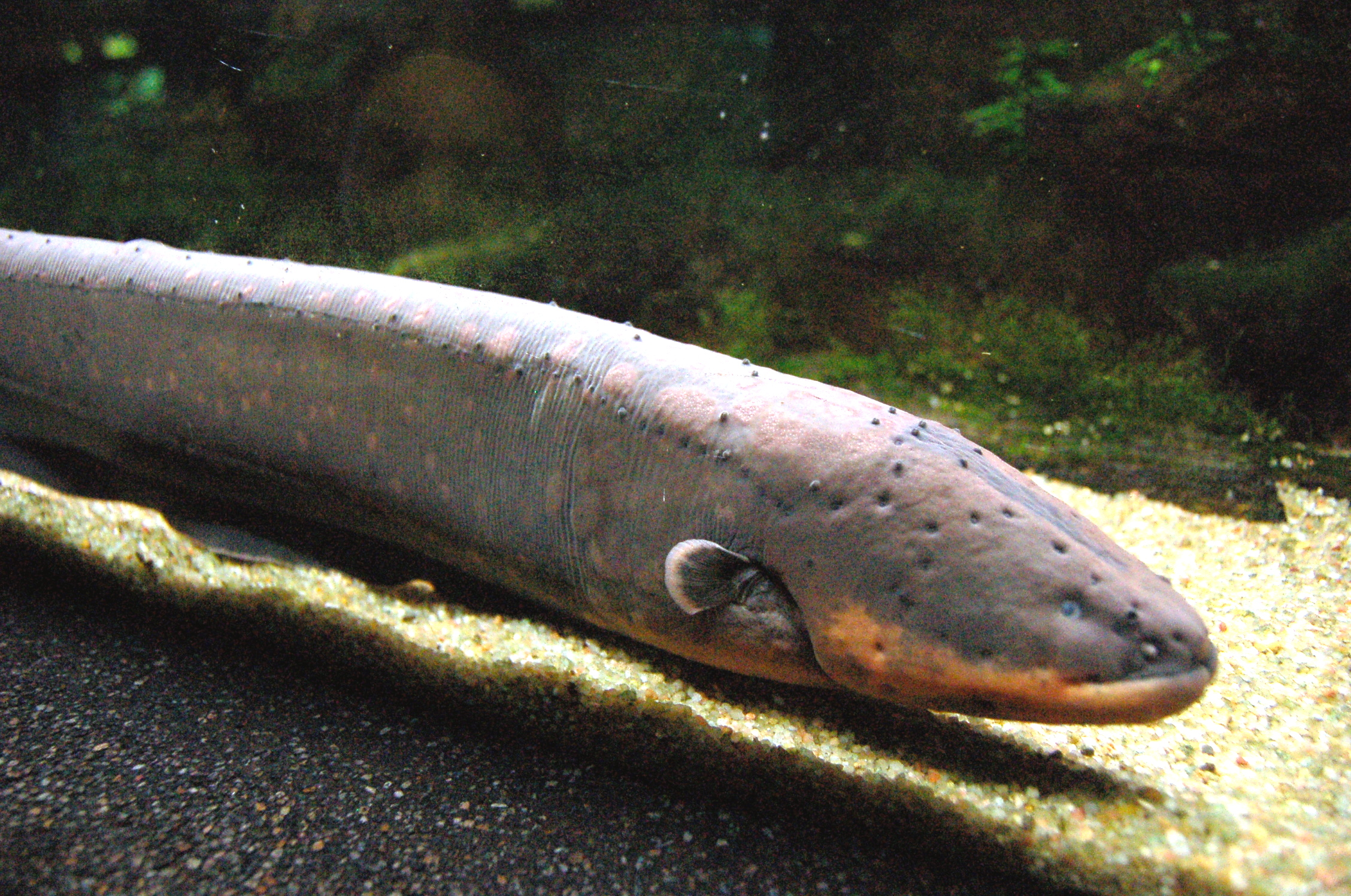
Anguilla elettrica all'Aquarium tropical du Palais de la Porte Dorée

Questi pesci sono sempre stati ricercati da diversi collezionisti di animali. Tuttavia catturarli non è semplice: una opzione è quella di stancare l'anguilla scaricando continuamente la sua elettricità. Gli organi elettrici del pesce alla fine si scaricano completamente, consentendo al pescatore di raccoglierla dall'acqua in relativa sicurezza.
Tenere le anguille elettriche in cattività è difficile e per lo più limitato a zoo e acquari, sebbene alcuni hobbisti e appassionati di acquariofilia le abbiano tenute come animali domestici.
Il Tennessee Aquarium, negli Stati Uniti, ospita un'anguilla elettrica, chiamato Miguel Wattson. L'acquario dell'anguilla è collegato a un piccolo computer che invia un tweet pre-scritto quando emette elettricità a una soglia sufficientemente alta.